# The $5.98 E.P.: Garage Days Re-Revisited
The $5.98 E.P.: Garage Days Re-Revisited — первый мини-альбом американской метал-группы Metallica, выпущенный 21 августа 1987 года лейблом Elektra Records. К 1990 году число проданных копий альбома составило 1 000 000.

## Список композиций
Все композиции диска позднее были изданы в альбоме Garage Inc.
| №                   | Название                        | Автор(ы)                                                             | Оригинальный исполнитель | Длительность |
| ------------------- | ------------------------------- | -------------------------------------------------------------------- | ------------------------ | ------------ |
| 1.                  | «Helpless»                      | Шон Харрис Брайан Татлер                                             | Diamond Head (1980)      | 6:38         |
| 2.                  | «The Small Hours»               | Джон Мортимер                                                        | Holocaust (1983)         | 6:43         |
| 3.                  | «The Wait»                      | Джез Коулман Джорди Уокер [англ.] Мартин Гловер Пол Фергюсон [англ.] | Killing Joke (1980)      | 4:55         |
| 4.                  | «Crash Course in Brain Surgery» | Барк Шелли Тони Бордж Рэй Филлипс                                    | Budgie (1971)            | 3:10         |
| 5.                  | «Last Caress/Green Hell»        | Гленн Данциг                                                         | The Misfits (1980/1983)  | 3:30         |
| Общая длительность: | Общая длительность:             | Общая длительность:                                                  | Общая длительность:      | 25:04        |

## История создания
Вслед за турне в июле 1987 года Metallica записала Garage Days Re-Revisited, чтобы опробовать новую построенную ими студию и оценить талант Джейсона Ньюстеда, на тот момент недавно присоединившегося к группе.

## Участники записи
- Джеймс Хэтфилд — ритм-гитара, вокал
- Кирк Хэммет — соло-гитара
- Джейсон Ньюстед — бас-гитара
- Ларс Ульрих — ударные

## Чарты
| Год  | Чарт            | Позиция |
| ---- | --------------- | ------- |
| 1987 | Billboard 200   | 28      |
| 1987 | UK Albums Chart | 27      |